# جاسموهین
جاسموهین (به انگلیسی: Jasmuheen؛ زادهٔ ۱۹۵۷ (۶۷–۶۸ سال)) با نام اصلی الن گرو (انگلیسی: Ellen Greve) یک مقاله‌نویس، و پدیدآورنده اهل استرالیا است. او طرفدار «تغذیه پرانا» یا بی‌خوراکی است که به عنوان زندگی بدون هر نوع غذا و مایعات تعریف شده و از نظر جامعه علمی به عنوان یک شبه علم کشنده در نظر گرفته شده‌است. او این را در کنفرانس جهانی معنویت عصر جدید به میزبانی خلوت‌گزینی معنوی در تایلند معرفی کرد و کتاب‌ها و گفتارهای صوتی ضبط شده‌ای در این باره و منتشر کرده‌است.

## اوایل زندگی
جاسموهین در سال ۱۹۵۷ در نیو ساوت ولز، استرالیا پس از جنگ دوم جهانی از والدین مهاجر نروژی متولد شد.

## رکورد چهار روزه
«آلن گرو» معروف به «جاسموهین» در دهه ۱۹۹۰ ادعا می‌کرد که می‌تواند ماه‌ها بدون خوردن غذا و فقط با نوشیدن یک فنجان چای زنده بماند. جاسموهین می‌گفت که انرژی لازم برای زنده ماندن را از دیگر منابع موجود در جهان می‌گیرد.
این درحالی بود که خبرنگاران غذای بسیار زیادی در خانه جاسموهین پیدا کردند. او مدعی شد که همه غذاها را همسرش می خوردو خودش لب به چیزی نمی‌زند.
سال ۱۹۹۹ جاسموهین داوطلب شد تا یک شبکه استرالیایی در برنامه ای به نام ۶۰ دقیقه او را به مدت یک هفته زیر نظر داشته باشد تا او بتواند ادعای عجیب خود را ثابت کند. در روز اول جاسموهین نتوانست دوام بیاورد و غذا خورد. او گفت که چون اتاقی که در هتل برایش در نظر گرفته بودند نزدیک یک خیابان شلوغ بود نتوانسته انرژی لازم را از محیط بگیرد و استرس به او وارد شده‌است و به هوای تازه نیاز دارد.
چند روز بعد او به منطقه ای کوهستانی برده شد. وی چهار روز تمام چیزی نخورد و پس از پایان این مدت، دکتری که وضعیت او را زیر نظر داشت نسبت به کار این زن اعتراض کرد و از او خواست هر چه زودتر چیزی بخورد. به گفته این دکتر جاسموهین پس از چهار روز سر کردن بدون آب و غذا، پلک چشم‌هایش بی‌اختیار بسته می‌شد و قدرت حرف زدن نداشت و بدن او مقدار زیادی آب از دست داده بود. به عقیده دکتر اگر او به این کار ادامه می‌داد مطمئناً کلیه‌هایش از کار می‌افتاد. وی در برنامه مستند ۶۰ دقیقه، نظر خود را دربارهٔ این ماجرا اینطور بیان کرد: «متأسفانه افراد زیادی حرف‌های جاسموهین را باور می‌کنند و به نظر من تشویق دیگران به انجام کاری که برای سلامتی شان ضرر دارد کار بسیار غیرمسئولانه ای است.»
وقتی ادعاهای جاسموهین در برنامه مستند ۶۰ دقیقه زیر سؤال رفت او گفت: «۶۰ هزار نفر از طرفداران من کاری که من می‌کنم را در سراسر دنیا انجام می دهندو هیچ اتفاقی برای آنها نیفتاده است.»

## مرگ پیروان
در سال ۲۰۱۲ پنج تن از پیروان او که به‌طور مستقیم مرتبط با نشریات جاسموهین و بی‌خوراکی قرار داشتند جان خود را از دست دادند. مرگ چند نفر از طرفداران او از جمله «وریتی لین» ۴۹ ساله اهل استرالیا و «تیمو دیگان» ۳۱ ساله معلم مهد کودک از آلمان و «لانی مارسیاموریس» ۵۳ ساله اهل استرالیا به ثبت رسیده‌است. جاسموهین هر گونه مسئولیت در مرگ آنان را رد کرده‌است.